# Spånga, Karlstads kommun
Spånga är en bebyggelse i Östra Fågelviks socken i Karlstads kommun. Från 2015 avgränsar SCB här en småort. Fram till 2015 var bebyggelsen en del av tätorten Skattkärr.